# 조주연 (기업인)
조주연(J. Melanie Joh, Jooyun Melanie Joh)은 한국맥도날드의 대표였고 지금은 홈플러스의 대표인 전문 경영인이다.

## 학력
- 이화여자대학교 학사
- 고려대학교 석사
- 일리노이 공과대학교 박사 (2003년):Resource-based design competency evolution conditions in corporate design organizations